# Hans Wocke (Flugzeugkonstrukteur)
Hans Wocke (* 2. August 1908 in Danzig; † nach 1967) war ein deutscher Flugzeugkonstrukteur. Er war beteiligt an der Konstruktion des ersten deutschen Strahlverkehrsflugzeuges 152 und des ersten in Serie gebauten westdeutschen Strahlverkehrsflugzeuges HFB 320 Hansa Jet.

## Leben und Karriere
Wocke studierte in Breslau Schiffbau und schloss als Diplomingenieur ab.
1934 trat er in die Junkers-Werke ein, wo er im Entwurfsbüro arbeitete. Zusammen mit August-Wilhelm Quick entwarf er verschiedene Varianten der Ju 88. Ab 1938 übernahm Wocke die Entwurfsarbeiten an der Ju 288 bis zur Einstellung des Projektes 1943.
Nach dem Ende des Zweiten Weltkrieges war er Chefprojektant bei Brunolf Baade. Zusammen mit zahlreichen anderen Junkers-Mitarbeitern wurde er im Rahmen der Aktion Ossawakim nach Podberesje bei Moskau verbracht, wo er an der aus der Ju 287 entwickelten EF 131 mit negativ gepfeilten Tragflächen und etwa 20 weiteren Flugzeugen arbeitete.
Nach der Rückkehr in die DDR wurde Wocke in den Elbe Flugzeugwerken in Dresden Chef des Entwurfsbüros und der Leistungsrechnung. In dieser Funktion war er führend an der Konzeption der Flugzeuge 152, 153, 154 und 160 beteiligt.
Noch vor dem Erstflug der 152 verließ Wocke 1957 die DDR. Als Chefingenieur der Hamburger Flugzeugbau entwickelte er die nicht realisierte HFB 314 und die HFB 320 Hansa Jet. Die HFB 320 hatte negativ gepfeilte Tragflächen, was wesentlich auf Wockes Erfahrungen mit der Ju 287 und deren Ableitungen zurückgeführt wird. 1967 war er 1. Technischer Direktor der damaligen Deutschen Airbus GmbH.